# 58152 Натсьодерблюм
58152 Натсьодерблюм (58152 Natsöderblom) — астероїд головного поясу, відкритий 12 серпня 1988 року.
Тіссеранів параметр щодо Юпітера — 3,389.